# Shin’ichi Watanabe (Regisseur)

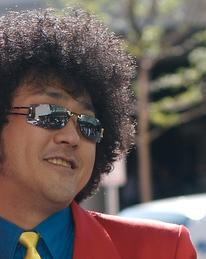
Shin’ichi Watanabe als Nabeshin

Shin’ichi Watanabe (jap. 渡邊 慎一, Watanabe Shin’ichi; * 6. September 1964) ist ein japanischer Regisseur von Animes. Bekannt ist er für die Anime-Umsetzung von Kōshi Rikudōs Manga Excel Saga. In dieser Serie und in der Fortsetzung Puni Puni Poemi taucht er auch selbst als Charakter Nabeshin auf. Er hat auch Auftritte als NB in Tenchi Muyo! GXP, Inu-Afro in Dotto Koni-Chan und eine kleine Rolle in Mahoromatic. 
Sein Spitzname nabeshin ist eine Kombination aus „nabe“ von „Watanabe“ und „shin“ aus „Shinichi“.

## Kunstfigur Nabeshin in Excel Saga und Nerima Daikon Brothers
Nabeshin (ナベシン) kommt nur in der Animeserie zu Excel Saga und der Fortsetzung Puni Puni Poemi vor. Er spielt in der Serie zwei Rollen. Zum einen ist er der Regisseur, der sich, meist zu Beginn einer Folge, mit dem Autor Rikudo streitet. Dies ist als Parodie auf den häufig vorkommenden Streit zwischen Regisseuren und Autoren einer Fernsehserie zu verstehen. 
Zum anderen ist er auch Charakter in der Welt der Serie, ein Draufgänger und Abenteurer, der auch durch seinen auffälligen Kleidungsstil und seine Afro-Frisur auffällt. Aus dem Afro kann er jede beliebige Waffe ziehen. Die Figur kann als Parodie auf Regisseure verstanden werden, die sich selbst in ihre Werke einbauen und deren Figuren dann übertrieben positiv oder überlegen dargestellt werden. 
Nabeshin tritt auch als „Oya-san“, ein Ladenbesitzer, im Musik-Anime Nerima Daikon Brothers auf. In jeder Episode hilft er den drei Hauptcharakteren, indem er ihnen etwas leiht, nachdem sie ihnen ein Lied gesungen haben.

## Werke
Watanabe hat als Regisseur bei folgenden Produktionen mitgewirkt:
Serienregie
- Hare Tokidoki Buta (Tokyo Pig) (1997)
- Lupin III: Da Capo of Love: Fujiko's Unlucky Days (1999)
- Excel Saga (1997)
- Dotto Koni Chan (2000)
- Puni Puni Poemi (2001)
- Tenchi Muyo! GXP (2002)
- éX-D: Danger Zone (2002)
- Nerima Daikon Brothers (2005)
- Perfect Girl (2006)

Episodenregie (Auswahl)
- Mister Ajikko (1987)
- Shonen Ashibe (1991)
- Mahoujin Guru Guru (1994)
- Goal FH (1994)
- Golden Brave Goldran (1995)
- Gravitation (2000)
- Beast City (OAV) (2002)
- Gakuen Alice (2004)
- Eyeshield 21 (2005)

## Auszeichnungen
Watanabe gewann 1998 den Individual Achievement Award bei den Kobe Animation Awards. 